# ملعب البحري
ملعب البحري هو ملعب كرة قدم في البصرة، العراق. وهو مقر نادي البحري، الذي يلعب في الدوري العراقي الدرجة الأولى. يتسع الملعب لـ7000 متفرج، افتتح الملعب بمباراة ودية بين نادي البحري ونادي الميناء في 16 مارس 2022.